# П'ятилітка (село, Іглінський район)
П'ятилітка (рос. Пятилетка, башк. Пятилетка) — село у складі Іглінського району Башкортостану, Росія. Адміністративний центр Надеждинської сільської ради.
Населення — 210 осіб (2010; 232 в 2002).
Національний склад:
- білоруси — 94 %